# Naftikós Ómilos Pàtra
Il Naftikós Ómilos Pàtra (gr. Ναυτικός Όμιλος Πατρών - Club Nautico Patrasso), è una società di pallanuoto greca con sede nella città di Patrasso, partecipante all'A1 Ethniki, la massima serie della pallanuoto ellenica.
Nella sua storia ha conquistato 8 campionati nazionali ed è arrivato in finale della Coppa di Grecia in 7 occasioni vincendone però solo una.
In ambito europeo il picco della società è stata la finale di Coppa LEN del 1999, poi persa contro gli ungheresi dell'Újpest.

## Palmarès
- Campionato greco: 8

1935, 1937, 1938, 1939, 1940, 1945, 1946, 1950
- Coppa di Grecia: 1

1995